# Dampfiella similis
Dampfiella similis är en kvalsterart som beskrevs av Hammer 1971. Dampfiella similis ingår i släktet Dampfiella och familjen Dampfiellidae. Inga underarter finns listade i Catalogue of Life.